# بليكس دونيلي
بليكس دونيلي (بالإنجليزية: Blix Donnelly)‏ هو لاعب كرة قاعدة أمريكي، ولد في 21 يناير 1914 في أوليفيا في الولايات المتحدة، وتوفي بنفس المكان في 20 يونيو 1976.

## وصلات خارجية
- بليكس دونيلي على موقع دوري كرة القاعدة الرئيسي (الإنجليزية)
- بليكس دونيلي على موقعبيزبول رفرنس.كوم (الدوري الرئيسي) (الإنجليزية)
- بليكس دونيلي على موقعبيزبول رفرنس.كوم (الدوري الثانوي) (الإنجليزية)
- بليكس دونيلي على موقع إي إس بي إن.كوم (أم.أل.بي) (الإنجليزية)
- بليكس دونيلي على موقع مشجعي الرسوم البيانية (الإنجليزية)